# 东阳江麝鼩
东阳江麝鼩（学名：Crocidura dongyangjiangensis），一种分布于中国浙江、安徽及湖南等地区的小型哺乳动物，隶属于鼩鼱科麝鼩属。2020年在安徽黄山发现的黄山小麝鼩（Crocidura huangshanensis）经进一步鉴定确认为本种的次定同物异名。

## 形态特征
东阳江麝鼩头体长48～61毫米，尾长35～49毫米，颅全长15.6～17.16毫米。头部延长，眼小，吻部圆锥形。身体背部浅灰褐色，毛基鼠灰色，毛尖淡褐色；腹部灰白色，毛基灰色，毛尖灰白色。背腹毛色无明显界线。尾巴上下双色，尾背黑褐色，尾腹淡于尾背。